# Janusz Atlas
Janusz Aleksander Atlas (ur. 30 stycznia 1949 w Warszawie, zm. 3 stycznia 2010 tamże) – polski dziennikarz, publicysta i pisarz.

## Życiorys

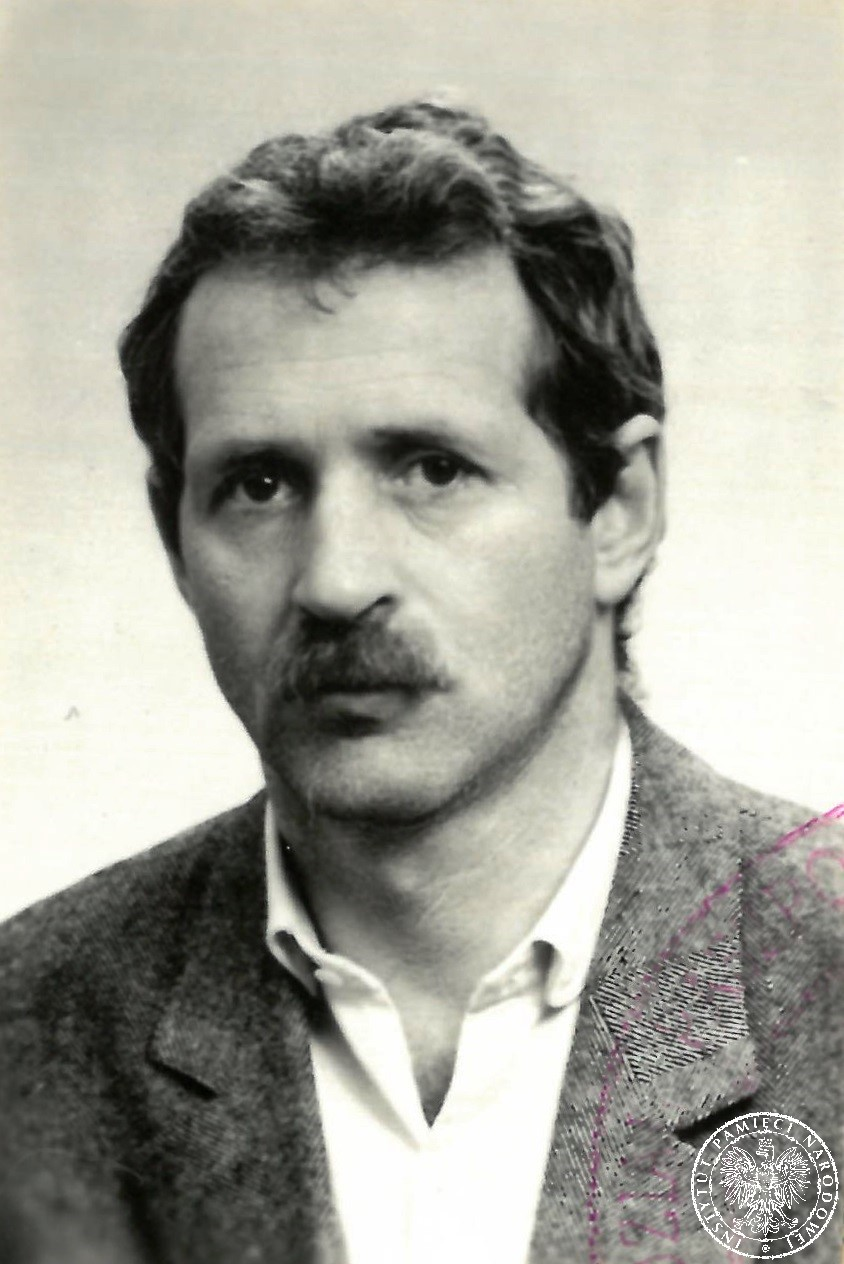
Janusz Atlas (1970)

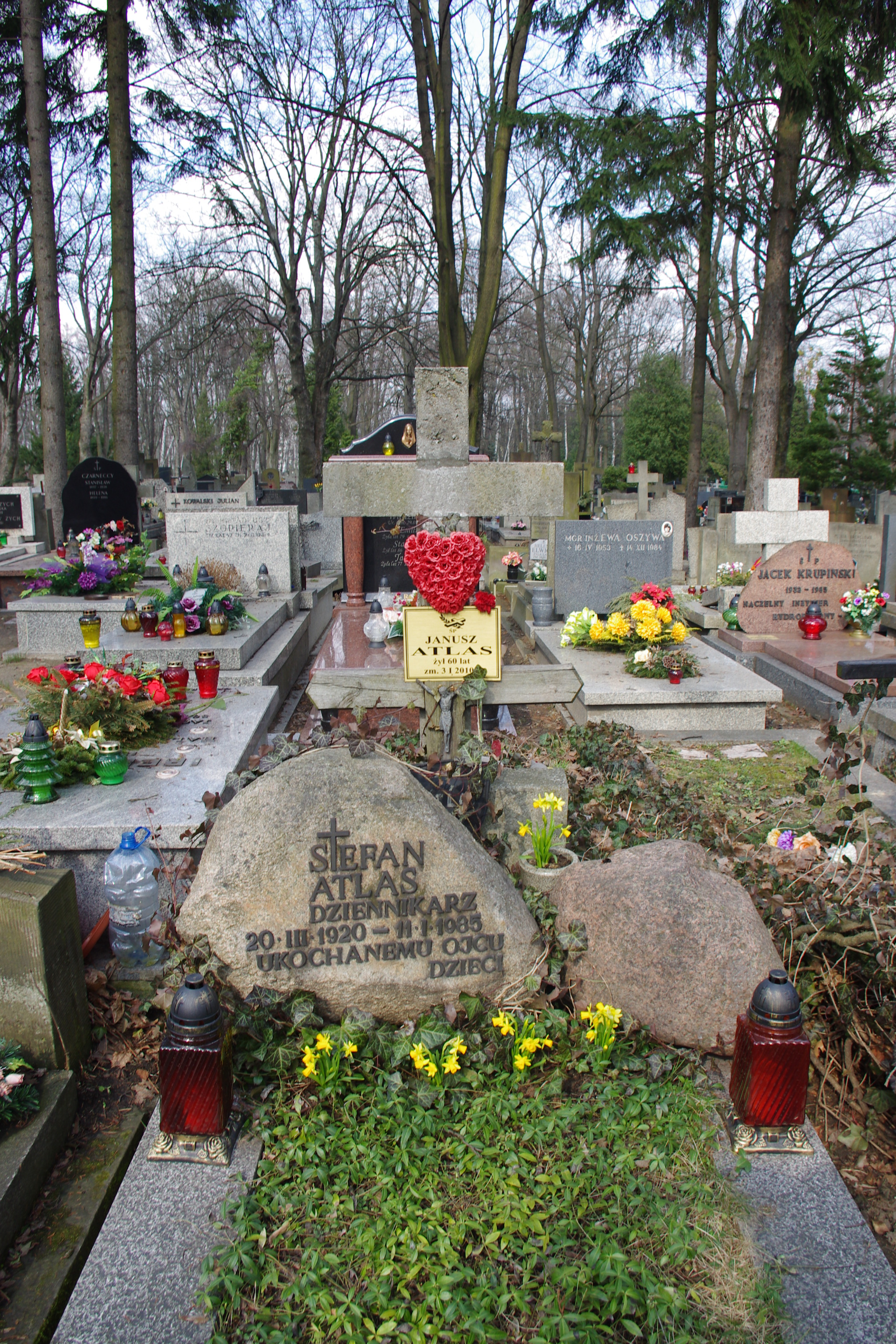
Grób dziennikarzy Janusza i Stefana Atlasów na Cmentarzu Wojskowym na Powązkach w Warszawie

Syn Stefana (1920–1985), dziennikarza radiowego. Był absolwentem Wydziału Prawa i Administracji Uniwersytetu Warszawskiego. Do listopada 2008 był zastępcą redaktora naczelnego tygodnika „Piłka Nożna”. W czasopiśmie zajmował się przede wszystkim tematyką korupcji w polskim futbolu, a także Ekstraklasą i polską piłką reprezentacyjną. Pisał również felietony Sytuacje podbramkowe. W 1988 otrzymał nagrodę trzeciego stopnia "Złotego Pióra", przyznawaną przez Klub Dziennikarzy Sportowych. Jako jedyny w historii polskiego dziennikarstwa sportowego uhonorowany został trzykrotnie piłkarskim Oskarem stacji telewizyjnej Canal+. Współpracował z redakcjami „Sztandaru Młodych”, „Sportowca”, „Motoru”, „Szpilek” oraz „Tempa”. Gościł jako pytający w programie 100 pytań do...
Od stycznia 2009 r. działał w strukturach Polskiego Związku Piłki Nożnej, gdzie kierował Komisją ds. Mediów. 1 października 2009 został rzecznikiem prasowym PZPN. 29 października tego samego roku na stanowisku zastąpiła go Agnieszka Olejkowska.
Był autorem kilku książek, związanych nie tylko z tematyką sportową. Zagrał także epizodyczne role w kilku filmach. 

## Życie prywatne
Był żonaty z Katarzyną Dowbor i związany z Hanną Bakułą. Miał dwóch synów: Michała i Aleksandra.
Zmarł na szpiczaka. Został pochowany na cmentarzu Wojskowym na Powązkach w Warszawie (kwatera 23B-6-12).

## Odznaczenia
Postanowieniem Prezydenta RP z dnia 17 maja 2001 za zasługi dla rozwoju sportu i publicystyki sportowej został odznaczony Złotym Krzyżem Zasługi.

## Nagrody
- Złote Pióro (nagroda III stopnia): 1988
- Piłkarskie Oskary Canal+ (trzykrotnie)

## Książki
- Atlas towarzyski, Warszawa 1991
- Atlas kryminalny, Warszawa 1992
- Atlas erotyczny – wszystko o kobietach, Warszawa 1993
- Atlas figur przeróżnych, Warszawa 2004
- Poczet polskich olimpijczyków

## Filmografia
- 1982 – Punkty za pochodzenie (mężczyzna przy szatni)
- 1982 – Życie Kamila Kuranta, odc. 5 (pisarz Zdzisio)
- 1983 – Incydent na pustyni (prezes)
- 1984 – Zdaniem obrony (kierowca)
- 1996 – Ekstradycja 2, odc. 9 (dziennikarz na konferencji)